# Ukas

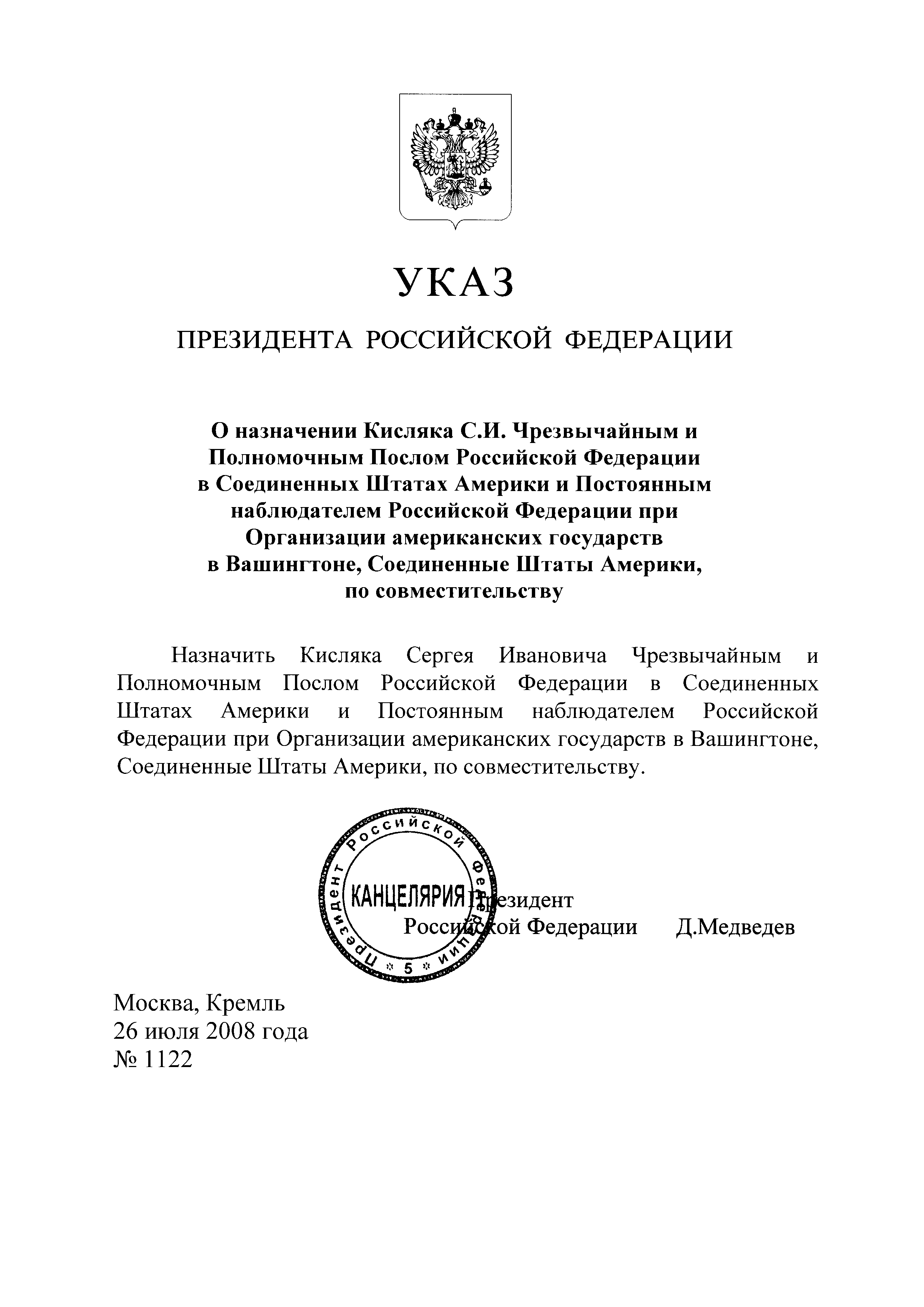
Ukas Nr. 1122 vom 26. Juli 2008: Ernennung Sergei Iwanowitsch Kisljaks zum russischen Botschafter in den USA

Als Ukas (kyrillisch указ [ʊˈkas]) (anhörenⓘ, wörtlich etwa Anordnung, Anweisung) wird in mehreren Staaten Ost- und Südosteuropas ein Monarchen-, Regierungs- oder Präsidentenerlass mit Gesetzeskraft bezeichnet.

## Russisches Kaiserreich, Sowjetunion und modernes Russland
Ein Ukas war im Zarentum Russland und im Russischen Kaiserreich ein Erlass des Zaren, der kaiserlichen Regierung bzw. der orthodoxen Kirchenführung (Patriarch) mit unmittelbarer Gesetzeskraft. Vergleichbar sind die Begriffe Edikt und Dekret.
Nach der Oktoberrevolution wurden in der Sowjetunion regierungsamtliche Erlasse Dekret (декрет) genannt. Den Begriff Ukas vermied man wegen seiner zaristischen Vergangenheit. Erst in der Verfassung von 1936 wurde dem Obersten Sowjet wieder die Möglichkeit eingeräumt, Ukasse zu erlassen.
Nach der Verfassung der Russischen Föderation von 1993 ist ein Ukas ein Dekret des Präsidenten mit unmittelbarer Rechtswirkung, das in der Rangfolge unterhalb der Verfassung und der Bundesgesetze, aber über den Verordnungen der Regierung steht. Ein Ukas kann bestehende Gesetze nicht ändern. Es wird zwischen normativen Ukassen (allgemeingültige Regelungen) und nichtnormativen Ukassen (den Einzelfall betreffend, wie zum Beispiel die Verleihung von Auszeichnungen) unterschieden.